# Campeonato de Apertura de la Segunda División de Chile 1984
El Campeonato de Apertura de la Segunda División de Chile 1984 o Copa Polla Gol de la Segunda División de Chile 1984 fue la 10° edición del torneo de copa entre clubes de la Segunda División de Chile, correspondiente a la temporada 1984.
Su organización estuvo a cargo de la Asociación Central de Fútbol (ACF) y contó con la participación de 22 equipos.
El campeón fue Iberia de Bío Bío, que, por un marcador global de 5-1 ante Curicó Unido, se adjudicó su primer título del Campeonato de Apertura de la Segunda División de Chile.

## Equipos participantes
| Equipo                                                                        | Ciudad                     |
| ----------------------------------------------------------------------------- | -------------------------- |
| Cadetes V Región                                                              |                            |
| Cadetes Región Metropolitana                                                  |                            |
| Cadetes zona sur                                                              |                            |
| Cadetes austral                                                               |                            |
| Curicó Unido                                                                  | Curicó                     |
| Deportes Concepción                                                           | Concepción                 |
| Deportes Laja                                                                 | Laja                       |
| Deportes Linares                                                              | Linares                    |
| Deportes Ovalle                                                               | Ovalle                     |
| Deportes Puerto Montt                                                         | Puerto Montt               |
| Archivo:600px 600px bisection vertical HEX-FF0000 White.svg Deportes Valdivia | Valdivia                   |
| Deportes Victoria                                                             | Victoria                   |
| General Velásquez                                                             | San Vicente de Tagua Tagua |
| Iberia                                                                        | Los Ángeles                |
| Iván Mayo                                                                     | Villa Alemana              |
| Lota Schwager                                                                 | Coronel                    |
| Malleco Unido                                                                 | Angol                      |
| Provincial Osorno                                                             | Osorno                     |
| Quintero Unido                                                                | Quintero                   |
| Súper Lo Miranda                                                              | Lo Miranda                 |
| Unión La Calera                                                               | La Calera                  |
| Unión Santa Cruz                                                              | Santa Cruz                 |

## Aspectos generales

### Modalidad
La Asociación Central de Fútbol (ACF), dirigida por Rolando Molina, organizó el Campeonato de Apertura de la Segunda División de Chile 1984 con un total de 22 participantes: 18 equipos de la edición de 1984 de la Segunda División de Chile, distribuidos en cuatro grupos correspondientes a zonas geográficas de Chile: Norte, Centro, Sur y Austral, más la participación de 4 selecciones Sub-19, representativas de cada región o zona respectiva.
En la primera fase, los equipos de cada grupo jugaban en dos ruedas, bajo el sistema de todos contra todos, resultando clasificados a la segunda fase los dos equipos que acumulasen más puntos en la tabla de posiciones. En caso de igualdad en puntaje, la clasificación se resolvía mediante la diferencia de goles.
En la segunda fase, los equipos clasificados jugaban bajo el sistema de eliminación directa, en partidos de ida y de vuelta.
Las bases iniciales contemplaban el ascenso del campeón y finalista a Primera División 1984, a excepción si se trataba de un cuadro juvenil, pero con el alejamiento de Molina y la llegada de Antonio Martínez a la presidencia de la ACF, se decidió echar pie atrás y mantener a los líderes en el Ascenso.
El sistema de puntaje del campeonato fue el tradicional en aquella época: dos puntos por encuentro ganado, uno por el empate y cero por la derrota.

### Primera fase

#### Grupo Norte
| Pos | Equipo                 | PJ | PG | PE | PP | GF | GC | Dif | Pts |
| --- | ---------------------- | -- | -- | -- | -- | -- | -- | --- | --- |
| 1   | Unión La Calera        | 8  | 6  | 0  | 2  | 19 | 9  | 10  | 12  |
| 2   | Deportes Ovalle        | 8  | 4  | 1  | 3  | 13 | 9  | 4   | 9   |
| 3   | Quintero Unido         | 8  | 3  | 3  | 2  | 10 | 10 | 0   | 9   |
| 4   | Iván Mayo              | 8  | 2  | 2  | 4  | 8  | 11 | -3  | 6   |
| 5   | Cadetes de la V Región | 8  | 1  | 2  | 5  | 9  | 22 | -13 | 4   |

Pos = Posición; PJ = Partidos jugados; PG = Partidos ganados; PE = Partidos empatados; PP = Partidos perdidos; GF = Goles a favor; GC = Goles en contra; Dif = Diferencia de gol; Pts = Puntos

#### Grupo Centro
| Pos | Equipo                             | PJ | PG | PE | PP | GF | GC | Dif | Pts |
| --- | ---------------------------------- | -- | -- | -- | -- | -- | -- | --- | --- |
| 1   | General Velásquez                  | 8  | 6  | 0  | 2  | 20 | 6  | 14  | 12  |
| 2   | Curicó Unido                       | 8  | 5  | 2  | 1  | 18 | 8  | 10  | 12  |
| 3   | Unión Santa Cruz                   | 8  | 4  | 2  | 2  | 14 | 14 | 0   | 10  |
| 4   | Cadetes de la Región Metropolitana | 8  | 1  | 2  | 5  | 17 | 26 | -9  | 4   |
| 5   | Súper Lo Miranda                   | 8  | 1  | 0  | 7  | 8  | 24 | -16 | 2   |

Pos = Posición; PJ = Partidos jugados; PG = Partidos ganados; PE = Partidos empatados; PP = Partidos perdidos; GF = Goles a favor; GC = Goles en contra; Dif = Diferencia de gol; Pts = Puntos

#### Grupo Sur
| Pos | Equipo              | PJ | PG | PE | PP | GF | GC | Dif | Pts |
| --- | ------------------- | -- | -- | -- | -- | -- | -- | --- | --- |
| 1   | Deportes Concepción | 10 | 5  | 4  | 1  | 15 | 4  | 11  | 14  |
| 2   | Iberia de Bío Bío   | 10 | 4  | 4  | 2  | 15 | 7  | 8   | 12  |
| 3   | Lota Schwager       | 10 | 2  | 7  | 1  | 11 | 8  | 3   | 11  |
| 4   | Deportes Laja       | 10 | 3  | 5  | 2  | 11 | 10 | 1   | 11  |
| 5   | Deportes Linares    | 10 | 3  | 3  | 4  | 8  | 10 | -2  | 9   |
| 6   | Cadetes Zona Sur    | 10 | 1  | 0  | 9  | 5  | 26 | -21 | 2   |

Pos = Posición; PJ = Partidos jugados; PG = Partidos ganados; PE = Partidos empatados; PP = Partidos perdidos; GF = Goles a favor; GC = Goles en contra; Dif = Diferencia de gol; Pts = Puntos

#### Grupo Austral
| Pos | Equipo                | PJ | PG | PE | PP | GF | GC | Dif | Pts |
| --- | --------------------- | -- | -- | -- | -- | -- | -- | --- | --- |
| 1   | Provincial Osorno     | 10 | 5  | 3  | 2  | 18 | 9  | 9   | 13  |
| 2   | Deportes Valdivia     | 10 | 3  | 6  | 1  | 22 | 15 | 7   | 12  |
| 3   | Deportes Puerto Montt | 10 | 4  | 4  | 2  | 15 | 10 | 5   | 12  |
| 4   | Malleco Unido         | 10 | 4  | 3  | 3  | 18 | 14 | 4   | 11  |
| 5   | Deportes Victoria     | 10 | 1  | 8  | 1  | 13 | 11 | 2   | 10  |
| 6   | Cadetes Austral       | 10 | 0  | 1  | 9  | 11 | 38 | -27 | 1   |

Pos = Posición; PJ = Partidos jugados; PG = Partidos ganados; PE = Partidos empatados; PP = Partidos perdidos; GF = Goles a favor; GC = Goles en contra; Dif = Diferencia de gol; Pts = Puntos

### Fase final
|  | Cuartos de final                                                              | Cuartos de final  | Cuartos de final |   |                                                                               | Semifinales | Semifinales | Semifinales |  |  | Final             | Final | Final |
|  |                                                                               |                   |                  |   |                                                                               |             |             |             |  |  |                   |       |       |
|  |                                                                               |                   |                  |   |                                                                               |             |             |             |  |  |                   |       |       |
|  | Unión La Calera                                                               | 3                 | 0                |   |                                                                               |             |             |             |  |  |                   |       |       |
|  | Curicó Unido                                                                  | 0                 | 4                |   |                                                                               |             |             |             |  |  |                   |       |       |
|  | Curicó Unido                                                                  | 0                 | 4                |   | Curicó Unido                                                                  | 2           | 2           |             |  |  |                   |       |       |
|  |                                                                               |                   |                  |   | Curicó Unido                                                                  | 2           | 2           |             |  |  |                   |       |       |
|  |                                                                               | General Velásquez | 1                | 0 |                                                                               |             |             |             |  |  |                   |       |       |
|  | Deportes Ovalle                                                               | General Velásquez | 1                | 0 | 3                                                                             | 0           |             |             |  |  |                   |       |       |
|  | Deportes Ovalle                                                               |                   |                  |   | 3                                                                             | 0           |             |             |  |  |                   |       |       |
|  | General Velásquez                                                             | 1                 | 3                |   |                                                                               |             |             |             |  |  |                   |       |       |
|  |                                                                               |                   |                  |   |                                                                               |             |             |             |  |  | Iberia de Bío Bío | 2     | 3     |
|  |                                                                               |                   | Curicó Unido     | 1 | 0                                                                             |             |             |             |  |  |                   |       |       |
|  | Archivo:600px 600px bisection vertical HEX-FF0000 White.svg Deportes Valdivia | 4                 | 2                |   |                                                                               |             |             |             |  |  |                   |       |       |
|  | Deportes Concepción                                                           | 0                 | 5                |   |                                                                               |             |             |             |  |  |                   |       |       |
|  | Deportes Concepción                                                           | 0                 | 5                |   | Archivo:600px 600px bisection vertical HEX-FF0000 White.svg Deportes Valdivia | 0           | 0           |             |  |  |                   |       |       |
|  |                                                                               |                   |                  |   | Archivo:600px 600px bisection vertical HEX-FF0000 White.svg Deportes Valdivia | 0           | 0           |             |  |  |                   |       |       |
|  |                                                                               | Iberia de Bío Bío | 1                | 2 |                                                                               |             |             |             |  |  |                   |       |       |
|  | Iberia de Bío Bío                                                             | Iberia de Bío Bío | 1                | 2 | 3                                                                             | 1           |             |             |  |  |                   |       |       |
|  | Iberia de Bío Bío                                                             |                   |                  |   | 3                                                                             | 1           |             |             |  |  |                   |       |       |
|  | Provincial Osorno                                                             | 1                 | 2                |   |                                                                               |             |             |             |  |  |                   |       |       |

## Campeón
| Chile                       |
| Iberia de Bío Bío 1º título |